# Kenji Nagai
Kenji Nagai (長井健司 Nagai Kenji?) (27 de agosto de 1957 – 27 de septiembre de 2007) fue un fotoperiodista japonés, muerto a causa de disparos por tropas del Ejército de Birmania durante la Revolución Azafrán.
Nacido en Imabari, prefectura de Ehime, se dedicó al fotoperiodismo freelance y fue baleado durante las protestas antigubernamentales de Birmania en el año 2007. Después de haber sido herido Nagai continuó tomado fotografías de los incidentes y fue el único extranjero muerto durante las protestas.

## Biografía
Kenji Nagai se crio en Imabari (Ehime), Japón y se graduó de la escuela Imabari Nishi. Nagai asistió a la universidad Tokio Keizai y después de graduarse trabajo durante un año en Estados Unidos. Al regresar a Japón, Nagai obtuvo un trabajo de medio tiempo como periodista freelance (autónomo).
Trabajó para la agencia de noticias APF de Tokio, especialmente en Oriente Medio y Asia en los más importantes conflictos armados, como los de Afganistán, Palestina e Irak.

## Asesinato
El 27 de septiembre de 2007 estaba tomando fotografías de las protestas de los monjes budistas contra la dictadura de Birmania cerca del Hotel Tarder, próximo a la pagoda Sule, en Rangún, cuando los soldados le dispararon. Las imágenes transmitidas por las distintas agencias de prensa muestran dos disparos: el primero que lo derriba mientras lleva una cámara de vídeo, y un segundo disparo cuando se encuentra en el suelo, efectuado a corta distancia.
Tanto Reporteros Sin Fronteras como el director general de la Unesco, Koichirō Matsuura, entre otros, condenaron la muerte. También lo hizo el ministro de Asuntos Exteriores de Japón, Masahiko Kōmura. No obstante el gobierno japonés evitó hablar de sanciones.

### Video
- The documentary picture of the Iraqi War by Nagai. Part 1 (video) - APF通信社
- Kenji Nagai shot by Burmese soldiers (video) at Dailymotion
- NNN - Youtube, la noticia en el canal de televisión japonés.

- Datos: Q381369
- Multimedia: Kenji Nagai / Q381369